# Lioudmila Goureïeva
Lioudmila Goureïeva, née le 12 février 1943 à Odessa et morte le 4 octobre 2017, est une joueuse de volley-ball soviétique.

## Carrière
Lioudmila Goureïeva participe aux Jeux olympiques de 1964 à Tokyo. Elle remporte la médaille d'argent avec l'équipe nationale d'URSS lors de cette compétition.